# Yuka Sato (athlétisme, 1992)
Pour les articles homonymes, voir Yuka Sato.
Yuka Sato (佐藤 友佳, Sato Yuka), née le 21 juillet 1992 dans la préfecture d'Osaka, est une athlète japonaise.

## Palmarès
| Date | Compétition         | Lieu | Résultat | Épreuve           | Distance |
| ---- | ------------------- | ---- | -------- | ----------------- | -------- |
| 2011 | Championnats d'Asie | Kobe | 3e       | Lancer du javelot | 54,16 m  |